# Tomopterus similis
Tomopterus similis là một loài bọ cánh cứng trong họ Cerambycidae.